# 迎日湾港駅
座標: 北緯36度6分3秒 東経129度25分59秒 / 北緯36.10083度 東経129.43306度
迎日湾港駅（ヨンイルマナンえき）は、大韓民国慶尚北道浦項市北区に位置する、韓国鉄道公社の駅である。かつて、大韓民国領内の鉄道駅としては最東端の駅であったが、東海線の延伸で箕城駅が開業したことでその座を譲ることとなった。

## 利用可能な鉄道路線
- 韓国鉄道公社
  - 迎日湾港線 (貨物線)

## 歴史
- 2019年10月25日：鉄道距離表告示[1]。
- 2019年12月18日：開業[2]。

## 隣の駅
韓国鉄道公社
迎日湾港線
浦項駅 - 迎日湾港駅